# Kazanie
Kazanie (łac. sermo) – gatunek literatury stosowanej, przemowa wygłaszana zwykle przez osobę duchowną wyznania chrześcijańskiego, która ma za zadanie nauczanie i przekazanie treści religijnych. Odmianą kazania jest homilia zawierająca wyjaśnienie fragmentu tekstu biblijnego, często błędnie uważana za synonim tego terminu. Do 1970 roku kazania w Kościele katolickim były głoszone z ambony, obecnie – częściej z kazalnicy (zwanej też poetycko stołem słowa Bożego).
W islamie kazanie zwane jest chutbą.
Mianem kazania również określa się najobszerniejszą przemowę wygłoszoną przez Jezusa Chrystusa, zwaną Kazaniem na górze.

## Znaczenie w protestantyzmie
Znaczenie kazania w nabożeństwie jest szczególnie podkreślane w Kościołach protestanckich. Podobnie, jak Eucharystia jest centrum nabożeństwa w katolicyzmie, tak kazanie znajduje się w centrum nabożeństwa protestanckiego. Oznacza ono zwiastowanie Słowa Bożego i, zgodnie z zasadą solum Verbum, to właśnie ze zwiastowanego Słowa rodzi się podczas nabożeństwa społeczność Kościoła. Przy czym, w kościołach historycznych podkreślana jest przy tym prawda, że Słowo Boże jest zwiastowane nie tylko przez Kazanie, ale także przez sakramenty.
Podstawą każdego kazania w protestantyzmie jest fragment Biblii, który zazwyczaj czytany jest przez pastora na początku kazania i do którego odwołuje się w trakcie jego wygłaszania. Często kaznodzieja odnosi się także do innych fragmentów Biblii, związanych z treścią wygłaszanego kazania. W reformowanej tradycji wiary często spotykaną praktyką jest rozpoczynanie głoszenia kolejnych kazań od tego miejsca w Biblii, w którym skończyło się głosić poprzednie (lectio continua). W ten sposób w wielu Kościołach protestanckich podczas cyklu kazań zostaje zwiastowane Słowo ze wszystkich ksiąg i rozdziałów Pisma Świętego. Często spotykaną praktyką podczas wygłaszania kazania jest śledzenie omawianych fragmentów przez wiernych we własnych egzemplarzach Biblii (szczególnie w Kościołach ewangelikalnych, ale praktyka staje się popularna również w ewangelicyzmie).

## Znani kaznodzieje

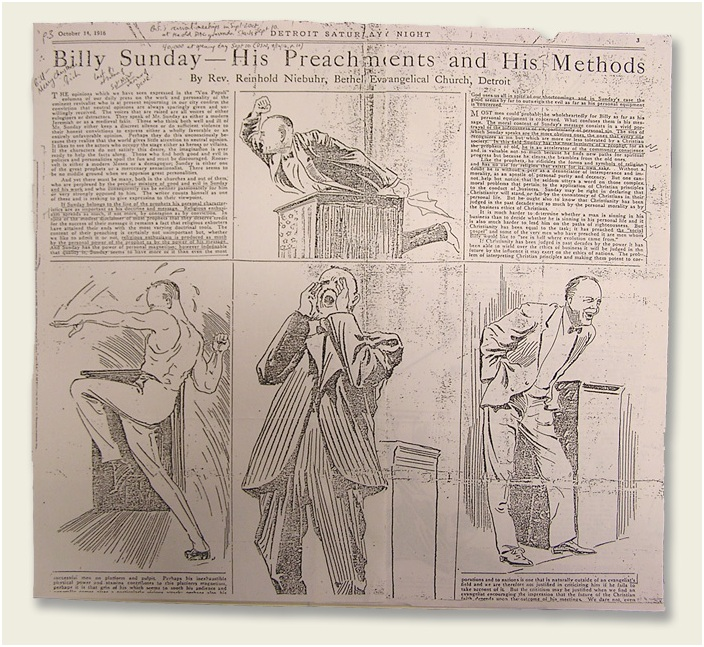
Billy Sunday głosi w Detroit (1916)

Lista znanych kaznodziejów:
- Tertulian
- Jan Chryzostom
- Grzegorz z Nazjanzu
- Dominik Guzmán
- Franciszek z Asyżu
- Lancelot Andrewes
- Marcin Luter
- Jan Kalwin
- John Donne
- Jeremy Taylor
- Jacques-Bénigne Bossuet
- John Wesley
- Jonathan Edwards
- Charles Spurgeon
- Billy Sunday
- Aimee Semple McPherson
- Billy Graham
- Piotr Skarga
- Piotr z Alkantary
- Jan Kapistran
- Antoni Padewski

## Nawiązania
Styl kazań bywał parodiowany w innych gatunkach literackich i dramatycznych. W średniowiecznej Francji wystawiane były monologi dramatyczne sermon joyeux, parodiujące ówczesne kazania . Na ziemiach polskich krytykę kazań podjęło między innymi czasopismo religioznawcze Myśl Niepodległa uznając je za rodzaj propagandy niepodlegającej krytyce.